# Mellangulspetsvivel
Mellangulspetsvivel (Apion interjectum) är en skalbaggsart som beskrevs av Desbrochers des Loges 1895. Mellangulspetsvivel ingår i släktet Apion, och familjen spetsvivlar. Enligt den svenska rödlistan är arten nära hotad i Sverige. Arten förekommer i Götaland och Svealand. Artens livsmiljö är jordbrukslandskap, stadsmiljö.